# Horizon – Eine amerikanische Saga
Horizon – Eine amerikanische Saga (Originaltitel: Horizon: An American Saga) ist eine auf vier Teile angelegte, US-amerikanische Western-Filmreihe von Kevin Costner, der auch eine der Hauptrollen spielt. Sie spielt in der zweiten Hälfte des 19. Jahrhunderts und zeichnet die Eroberung des Wilden Westens durch weiße Siedler am Beispiel der Siedlung „Horizon“ nach, wobei die Filme auch die Perspektiven von Ureinwohnern und Soldaten einnehmen. Der erste Teil startete am 22. August 2024 in den deutschen Kinos.

## Handlung

### Kapitel 1
1859, San Pedro Valley, Arizona-Territorium: Zwei Landvermesser, einer alleine auf der einen Seite des San Pedro Rivers, der andere mit seinem Sohn auf der gegenüberliegenden Seite, werden von Apachen getötet, während sie Grundstücke für eine neue Stadt abstecken. Ein Missionar findet den Ort, begräbt die Leichen und gründet aufgrund eines Werbeplakates die Stadt „Horizon“.
Vier Jahre später werden am gleichen Ort einige Siedlerfamilien von Apachen unter Pionsenay überfallen. Nur wenige überleben, darunter Frances Kittredge und ihre Tochter Elizabeth und der Junge Russell Ganz, der die Kavallerie unter der Führung von Oberleutnant Trent Gephart verständigen kann. Gephart kümmert sich mit seinen Leuten um die Überlebenden. Während Frances und Elisabeth sich in die Obhut der Kavallerie begeben und ins nahe gelegene Camp Gallant gebracht werden, schließt sich Russell einer Truppe unter der Führung von Elias Janney an, der sich an den Apachen rächen will. Gephart dagegen ist an einer friedlichen Koexistenz mit den Ureinwohnern interessiert und gerät deswegen mit seinem Vorgesetzten Colonel Houghton aneinander, der eine Konfrontation für unvermeidbar hält. Elizabeth freundet sich mit den Soldaten des Forts an und gibt jedem von ihnen ein Stück Stoff als Erinnerung mit, als sie in den Krieg ziehen müssen. Zwischen Frances und Trent bahnt sich eine Romanze an.
Derweil überwirft sich Pionsenay mit seinem Stammesältesten Tuayeseh, der auf Ausgleich mit den Siedlern aus ist. Pionsenay will den Kampf gegen die weißen Neuankömmlinge fortsetzen und verlässt gemeinsam mit seinen Gesinnungsgenossen, darunter ein Sohn des Ältesten, den Stamm.
Ellen Harvey, die eigentlich Lucy heißt, lebt mit ihrem Mann Walter Childs und der Prostituierten Marigold in Wyoming. Sie ist mit ihrem Sohn Sam aus Montana geflohen, nachdem sie auf ihren Vergewaltiger James Sykes geschossen hat. Die Söhne von Sykes, Caleb und Junior sind auf der Suche nach ihr. Als sie sie finden, töten die Brüder Walter und entführen Lucy. Marigold ihrerseits macht dem Pferdehändler Hayes Ellison Avancen, der widerwillig darauf eingeht und den heißblütigen Caleb Sykes erschießt, weil dieser Marigold töten will. Hayes und Marigold fliehen mit dem kleinen Sam und Junior Sykes nimmt mit seinen Männern die Verfolgung auf. Später aber verlässt Marigold Hayes in einem Arbeitslager der Eisenbahn für einen Glücksspieler und lässt Sam bei einer chinesischen Familie.
Ein Treck unter der Führung von Matthew Van Weyden ist über den Santa Fe Trail unterwegs nach Horizon. Zu den Mitgliedern gehören die Großfamilie von Frances’ getötetem Ehemann sowie das arrogante britische Paar Juliette Chesney und Hugh Proctor. Auf ihrer Reise wird der Treck von zwei Pawnee beobachtet, worauf die Siedler ihre Fahrt verlangsamen und eine Wagenburg bilden. In der Nacht wird Juliette von zwei Männern beim Waschen beobachtet. Van Weyden ermahnt die Briten, kein Trinkwasser zu verschwenden, stellt aber auch die beiden Männer zur Rede, die sich aber wenig einsichtig zeigen. 
Janney und seine Gruppe erfahren, dass Pionsenay für den Überfall auf Horizon verantwortlich ist. Da sie seiner nicht habhaft werden, beschließen sie, alle „Indianer“ zu töten, wo immer sie auf sie treffen. Bei einem Überfall auf ein Dorf der Tonto kommen dem jungen Russell zum ersten Mal Zweifel, als Janney und die Anderen auch vor Alten, Frauen und Kindern keinen Halt machen. 
In einem zusammengeschnittenen Ausblick auf die nächsten Teile der Filmreihe sieht man, dass damit die Büchse der Pandora geöffnet wurde.

## Produktion
Kevin Costner konzipierte Horizon erstmals im Jahr 1988 und wandte sich nach der im Jahr 2003 erfolgten Veröffentlichung seines Films Open Range mit dem Projekt an The Walt Disney Company.
Das Film- und Herzensprojekt Costners konkretisierte sich im Jahr 2022; mit dem Casting wurde im Februar jenes Jahres begonnen. Zwei Monate später schlossen sich Warner Bros. und New Line Cinema als Produktionsvertreiber an. Costner erklärte, dass er mit insgesamt vier Folgen (Chapter) und 170 Sprechrollen plane.

### Kapitel 1
Die Dreharbeiten für Chapter 1 begannen Ende August 2022 im südlichen Teil Utahs und endeten im November desselben Jahres. Das Produktionsbudget für die ersten zwei Folgen betrug 50 bis 100 Millionen US-Dollar. Der Film floppte an den Kinokassen und spielte in den USA in den ersten beiden Wochen nur die Summe von 23 Millionen Dollar ein.

### Kapitel 2
Mit dem Dreh des zweiten Teils wurde im Mai 2023 begonnen. Vor Herbstbeginn 2023 waren die Dreharbeiten zu Chapter 2 abgeschlossen. Das Produktionsbudget für Chapter 2 betrug 50 Millionen US-Dollar.

### Kapitel 3
Die Produktion eines dritten Teils wurde wegen des Streiks von US-amerikanischen Autoren und Schauspielern unterbrochen. Die Produktion des dritten Teils begann im Mai 2024 in St. George (Utah).

## Besetzung und Synchronisation
Die deutsche Synchronisation entstand unter dem Dialogbuch von Michael Schlingen und der Dialogregie von Cay-Michael Wolf durch TaunusFilm Synchron. Kevin Costner wird hier nicht von seinem inzwischen 80-jährigen Stammsprecher Frank Glaubrecht, sondern von Bernd Vollbrecht synchronisiert, weil „die besondere Machart dieser einzigartigen Kinoproduktion, die sich über mehrere Jahre erstrecken wird, [es notwendig mache], eine neue Stimme für Costner zu finden“, wie die Verleihfirma Tobis mitteilte.
| Rollenname               | Schauspieler         | Synchronsprecher    |
| Kapitel 1                | Kapitel 1            | Kapitel 1           |
| ------------------------ | -------------------- | ------------------- |
| Hayes Ellison            | Kevin Costner        | Bernd Vollbrecht    |
| Frances Kittredge        | Sienna Miller        | Luise Helm          |
| 1st Lt. Trent Gephart    | Sam Worthington      | Alexander Doering   |
| Marigold                 | Abbey Lee            | Yvonne Greitzke     |
| Caleb Sykes              | Jamie Campbell Bower | Leonhard Mahlich    |
| Junior Sykes             | Jon Beavers          | Torben Liebrecht    |
| Matthew Van Weyden       | Luke Wilson          | Markus Pfeiffer     |
| Lucy/Ellen Harvey        | Jena Malone          | Janin Stenzel       |
| Elizabeth Kittredge      | Georgia MacPhail     | Ellis Drews         |
| Sgt. Maj. Thomas Riordan | Michael Rooker       | Tobias Lelle        |
| Walter Childs            | Michael Angarano     | Tim Sander          |
| Tracker                  | Jeff Fahey           | Axel Lutter         |
| Col. Albert Houghton     | Danny Huston         | Holger Mahlich      |
| Elias Janney             | Scott Haze           | Jaron Löwenberg     |
| Hugh Proctor             | Tom Payne            | Jan Makino          |
| Juliette Chesney         | Ella Hunt            | Magdalena Höfner    |
| James Kittredge          | Tim Guinee           | Florian Halm        |
| Nathaniel Kittredge      | Hayes Costner        | Jaron Müller-Schuch |
| Abel Naughton            | James Russo          | Joachim Kretzer     |
| Gambler                  | Liam Bradford        | David Brizzi        |
| H. Silas Pickering       | Giovanni Ribisi      | [stumm]             |
| Owen Kittredge           | Will Patton          | Erich Räuker        |
| Diamond Kittredge        | Isabelle Fuhrman     | Lena Schmidtke      |
| Mrs. Riordan             | Elizabeth Dennehy    | Marina Krogull      |
| Russell Ganz             | Etienne Kellici      | Ludwig Ott          |
| Desmarais                | Angus Macfadyen      | Sven Brieger        |

## Veröffentlichung
Die Premiere des ersten Teils erfolgte im Mai 2024 bei den Internationalen Filmfestspielen in Cannes. Der Kinostart des ersten Teils erfolgte im Juni 2024. Die Premiere des zweiten Teils fand im Rahmen der Internationalen Filmfestspiele von Venedig 2024 statt (dort außer Konkurrenz). Aufgrund der schlechten Einspielergebnisse des 1. Teils wurde der US-Kinostart des zweiten Teils auf unbestimmte Zeit verschoben. Laut kino.de sollte der 2. Teil am 3. April 2025 in den deutschen Kinos starten, wurde aber erneut auf unbestimmte Zeit verschoben. Die Produktion beider Teile kostete zusammen 100 Millionen US-Dollar, wobei der veröffentlichte 1. Teil weltweit nur 38 Millionen US-Dollar einspielte, weshalb die Serie als „Flop“ bezeichnet wird. Seit 2025 entwickelte sich der 1. Teil aber zum Renner auf Streaming-Plattformen.